# Kröpeliner Torfmoor
Koordinaten: 54° 4′ 44″ N, 11° 48′ 28″ O
Das Landschaftsschutzgebiet Kröpeliner Torfmoor liegt auf dem Gebiet der Stadt Kröpelin im Landkreis Rostock in Mecklenburg-Vorpommern. Das etwa 30 ha große Gebiet, das 1998 unter der Nr. L 124 unter Schutz gestellt wurde, erstreckt sich nordöstlich der Kernstadt Kröpelin unweit der südwestlich verlaufenden B 105.